# WΔZ
WΔZ is een Britse horrorfilm uit 2007 onder regie van Tom Shankland. De productie ging in onder meer Duitsland, Schotland en Frankrijk in première op diverse filmfestivals. In Nederland verscheen de film rechtstreeks op dvd, in oktober 2008.

## Verhaal
Rechercheurs Eddie Argo en Helen Westcott worden bij elkaar gezet om een moord te onderzoeken die in eerste instantie verwant lijkt te zijn aan een afrekening onder straatbendes, waar de norse Argo erg in thuis is. De zwangere vriendin van bendeleider Khaled Osman wordt zwaar gemarteld en geëlektrocuteerd aangetroffen. Argo en Westcott denken in eerste instantie aan Osman als dader, maar wanneer ze hem opzoeken heeft deze zichzelf opgehangen. Ook hij is flink door iemand onder handen genomen, maar bij hem is alleen een wijsvinger zwart verbrand. Dat er meer aan de hand is dan een simpele bendemoord, blijkt uit het feit dat beide lijken iets in hun buik gekerfd hebben staan. De rechercheurs zien dit in eerste instantie aan voor de letters WAZ, maar wanneer Westcott zich realiseert dat er WΔZ staat, hebben ze een aanknopingspunt.
Het spoor leidt de rechercheurs in eerste instantie naar natuurkundige Gelb, die als enige in de stad het in de dode lichamen gevonden verdovingsmiddel in zijn bezit heeft. Deze blijkt inderdaad niet helemaal zuiver op de graad, want hij klust erbij als handelaar in ketamine. Hij heeft niettemin wel een waterdicht alibi voor de tijdstippen waarop de moorden gepleegd zijn. Gelb legt ze uit waar WΔZ voor staat. Het blijkt om een formule te gaan die zegt dat de zelfzuchtige genen altijd voor het overleven van de eigen soort gaan, wanneer ze maar hard genoeg gedwongen worden tot een keuze. De dragers van de genen zijn daarom niet meer dan de onmachtige vormen waarin deze zich voortbewegen.
Wanneer er meer dode bendeleden opduiken, vallen voor Argo de puzzlestukjes op hun plaats. Alle vermoorde mensen waren jaren geleden betrokken bij een inbraak in het huis van Jean Lerner en haar grootmoeder Alison. Bij de inval werd niets gestolen, maar in plaats daarvan vond een orgie van sadisme plaats. Jean werd vier uur lang verkracht en gemarteld en onder meer gepenetreerd met een gebroken fles. Haar werd verteld dat ze de aanval alleen kon stoppen door de bende toestemming te geven haar oma te vermoorden, waar ze uiteindelijk voor zwichtte en Alison zodoende het leven kostte. Niemand van de betrokkenen werd gestraft voor dit alles, omdat elk mogelijk bewijsstuk onbruikbaar raakte.
Lerner is nu bezig alle betrokkenen van toen op te sporen, te ontvoeren en in twee tegenover elkaar geplaatste elektrische stoelen vast te binden, tegenover iemand die ze liefhebben. Wanneer ze vervolgens overgaat tot het martelen van haar slachtoffers, kunnen deze dit alleen beëindigen door op een knop te drukken waarmee ze hun vriend of familie elektrocuteren.

## Rolverdeling
- Stellan Skarsgård: Eddie Argo
- Melissa George: Helen Westcott
- Selma Blair: Jean Lerner
- Brian Jordaan: Khaled Osman
- Paul Kaye: Gelb
- Sheila Kerr: Alison
- Barbara Adair: Alice Jackson
- Peter Ballance: Trucker
- Tom Hardy: Pierre Jackson
- Sally Hawkins: Elly Carpenter
- Lauren Hood: Sharon Williams
- Michael Liebman: Wesley Smith
- Joshua O'Gorman: Dominic Carpenter
- Ashley Walters: Daniel Leone